# Großes Wiesbachhorn
Großes Wiesbachhorn ([ˈɡʀoːsəs ˈviːsbaχˌhɔʁn]ⓘ) to szczyt w grupie Glocknergruppe, w Wysokich Taurach we Wschodnich Alpach. Leży w Austrii, kraju związkowym Salzburg. Jest najwyższym szczytem w okolicy, choć jest niższy od Grossglocknera.
Południowa ściana szczytu wznosi się 2400 m ponad dolinę. Kiedyś uważany był za najwyższy szczyt Wysokich Taurów.
Pierwszego wejścia dokonało dwóch rolników o imionach Zanker i Zorner w XVIII wieku 